# Emir Bajrami
Emir Bajrami (* 7. März 1988 in Priština) ist ein ehemaliger schwedischer Fußballspieler. Der Offensivspieler, der 2006 mit dem IF Elfsborg den schwedischen Meistertitel holte, bestritt 18 Spiele für die schwedische Fußballnationalmannschaft.

## Werdegang

### Karrierestart und Durchbruch in Schweden
Der im Kosovo geborene Bajrami kam mit seiner Familie 1992 nach Schweden. Dort wuchs er in Köping auf und begann beim örtlichen Klub Köpings FF mit dem Fußballspielen. Für den Klub debütierte er 2005 in der Männermannschaft, die in der viertklassigen Division 3 Västra Svealand antrat.
2006 wechselte Bajrami zu IF Elfsborg in die Allsvenskan. Der Perspektivspieler kam in seiner ersten Spielzeit zu einem Kurzeinsatz und konnte sich somit am Ende der Spielzeit 2006 als schwedischer Meister feiern lassen. In seiner zweiten Spielzeit kam er öfters zum Einsatz, stand jedoch nur bei vier seiner 14 Saisonspiele in der Startelf. Zudem konnte er erste Erfahrungen im Europapokal sammeln, als er in mehreren Spielen als Einwechselspieler Einsatzzeit ergatterte.
Mit zunehmender Einsatzzeit in der Eliteserie in der Spielzeit 2007 machte er auch den schwedischen U21-Trainer Tommy Söderberg auf sich aufmerksam und kam am 12. Oktober 2007 zu seinem Debüt in der Juniorennationalmannschaft, als er bei der 2:3-Niederlage gegen die irische Jugendauswahl in der 64. Spielminute für Christer Youseff eingewechselt wurde. Bei seinem zweiten Einsatz vier Tage später, einem 5:1-Kantersieg über die belgische Jugendauswahl, trug er sich erstmals in die Torschützenliste der Mannschaft ein. In der Folgezeit etablierte er sich im Kader und kam regelmäßig zum Einsatz.
Im Laufe der Spielzeit 2008 erkämpfte sich Bajrami einen Stammplatz bei IFE. An den ersten beiden Spieltagen saß er zu Spielbeginn noch auf der Ersatzbank, am dritten Spieltag wurde er von Trainer Magnus Haglund beim 1:1-Unentschieden bei Malmö FF in die Startelf gesteckt und bedankte sich in der 19. Spielminute mit seinem ersten Saisontor. Damit konnte er sich einen Platz in der Stammelf erkämpfen und kam bis zum Saisonende in 28 von 30 Saisonspielen zum Einsatz. Nachdem Bajrami zu Beginn der folgenden Spielzeit seinen Stammplatz beim Vereinsteam behaupten konnte, nominierten ihn Ende Mai 2009 die Auswahltrainer Tommy Söderberg und Jörgen Lennartsson an der Seite seines Vereinskollegen Denni Avdić für die U-21-Europameisterschaftsendrunde im eigenen Land. Dort kam Bajrami in allen drei Vorrundenspielen zum Einsatz. Das Halbfinale, in dem Schweden ausschied, verpasste er, da er in den vorigen Turnierspielen insgesamt zwei gelbe Karten gesehen hatte und damit gesperrt war.

### Nationalmannschaftsdebüt und Wechsel ins Ausland
Bis zum Saisonende 2009 überzeugte Bajrami als Stammspieler in der Allsvenskan, so dass der neue Nationaltrainer Erik Hamrén ihn für die Auftakt-Länderspiele im Januar 2010 nominierte. Am 20. Januar stand er beim 1:0-Erfolg über die Nationalmannschaft Omans durch ein Tor von Anders Svensson an der Seite der weiteren Debütanten Guillermo Molins, Tom Söderberg und Daniel Larsson in der Startelf, bis ihn in der 64. Spielminute Alexander Farnerud ersetzte. In der anschließenden Spielzeit verteidigte er seinen Stammplatz im Klub und überzeugte durch gute Leistungen. Während er sich damit einerseits im Kreis der Nationalelf etablierte, blieben diese auch anderen europäischen Vereinen nicht unbemerkt und im Sommer 2010 gab der niederländische Meister FC Twente Enschede bekannt, Bajrami verpflichtet zu haben.
In der Eredivisie stand Bajrami zu Saisonbeginn neben Bryan Ruiz, Wout Brama, Luuk de Jong und Theo Janssen als Stammspieler auf dem Platz. Im September geriet er jedoch im Training mit seinem Landsmann Rasmus Bengtsson aneinander, der ihn bei einem Tackling verletzte. Anschließend fiel er bis nach der Winterpause aus. In der Rückrunde kehrte er auf den Fußballplatz zurück, kam aber kaum über die Rolle des Ergänzungsspielers hinaus und war hauptsächlich Einwechselspieler. Im Endspiel um den KNVB-Pokal gegen Ajax Amsterdam kurz vor Saisonende wechselte ihn Trainer Michel Preud’homme beim Stand von 2:2-Unentschieden in der Verlängerung ein, durch ein Tor des ebenfalls eingewechselten Marc Janko holte er seinen ersten Titel im Ausland. Auch im direkten Duell um den Meistertitel gegen denselben Gegner am letzten Spieltag eine Woche später wurde er eingewechselt, das Spiel ging jedoch mit einer 1:3-Niederlage verloren und somit verpasste der Klub als Vizemeister das Double. Wenngleich er auf Vereinsseite nicht zum Stamm gehörte, hatte er sich im Nationalmannschaftskader etabliert und spielte in einer Gruppe mit der Auswahl seiner niederländischen Wahlheimat um die Qualifikation zur Europameisterschaftsendrunde 2012.
Unter dem neuen Trainer Co Adriaanse rückte Bajrami im Laufe der folgenden Spielzeit in die Startformation. Während er sich mit dem Klub bis zum Herbst im vorderen Tabellendrittel festsetzte, gelang durch einen 3:2-Erfolg im Oktober 2011 im direkten Duell mit der bereits als Gruppensieger feststehenden niederländischen Nationalmannschaft als bester Gruppenzweiter die direkte Qualifikation für die EM-Endrunde. Obwohl er bis zum Saisonende immer wieder von einzelnen Blessuren gebremst wurde, so dass er nur 22 der 34 Saisonspiele bestritten hatte, berief ihn Nationaltrainer Erik Hamrén kurz vor Saisonende in seinen 23 Spieler umfassenden Kader für die EM-Endrunde. Zur Saison 2012/13 wurde Bajrami von den Niederländern an die AS Monaco ausgeliehen. Das Team aus dem Fürstentum Monaco spielt in der Ligue 2 im Nachbarstaat Frankreich.
2013 wechselte Bajrami zum griechischen Erstligisten Panathinaikos Athen. Er konnte zwar 2014 mit der Mannschaft den Pokalsieg feiern, sich aber in zwei Spielzeiten nicht durchsetzen und kam nie über die Rolle des Ergänzungsspielers hinaus. 2015 ging er zurück zu seinem alten Verein Elfsborg und spielte bis zu seinem Karriereende 2019 dort.

## Erfolge
- Griechischer Pokalsieger: 2014
- Niederländischer Pokalsieger mit dem FC Twente: 2011
- niederländischer Vizemeister: 2011